# Cholomiza praeflava
Cholomiza praeflava är en fjärilsart som beskrevs av W. Warren 1907. Cholomiza praeflava ingår i släktet Cholomiza och familjen mätare. Inga underarter finns listade i Catalogue of Life.